# Легкий Іван Дмитрович
Легкий Іван Дмитрович (2 серпня 1943, с. Заставче — 29 жовтня 1997, м. Івано-Франківськ — хоровий диригент, композитор, педагог.

## Біографія
Легкий Іван Дмитрович народився 2 серпня 1943 року у селі Заставче Підгаєцького району Тернопільської області.
У 1970 році закінчив Львівська консерваторію.
У 1960—1970 рр. керував хоровою капелою «Боян» у місті Бережани.
Від 1970 року — диригент-хормейстер.
1982—1989 рр. — художній керівник і головний диригент Гуцульського ансамблю пісні і танцю при Івано-Франківській філармонії.
У 1990—1996 рр. — доцент кафедри співу та диригування Прикарпатського університету (Івано-Франківськ).
Помер 29 жовтня 1997 року в Івано-Франківську.

## Доробок
Упорядник репертуарних збірок:
- «Верховино — світку ти наш» (1990)
- «Колядки і щедрівки» (1992)
- «Ходи, сонку, в колисоньку» (1993)
- «Церковний рік в піснях» (1994)

Автор музики до віршів:
- «Де висока Чорна гора» С. Пушика
- «О, Вічносте» О. Слоньовської
- «Сина забрала війна» Я. Яроша
- лялькової вистави «Комарове молоко» (1991)